# Pereščepyne
Pereščepyne (in ucraino Перещепине?; in russo Перещепино?, Pereščepino) è una città (9639 abitanti) nel distretto di Novomoskovs'k, nell'oblast' di Dnipropetrovs'k, in Ucraina. Ospita l'amministrazione della comunità distrettuale di Pereščepyne, una delle comunità territoriali dell'Ucraina.